# Panis angelicus

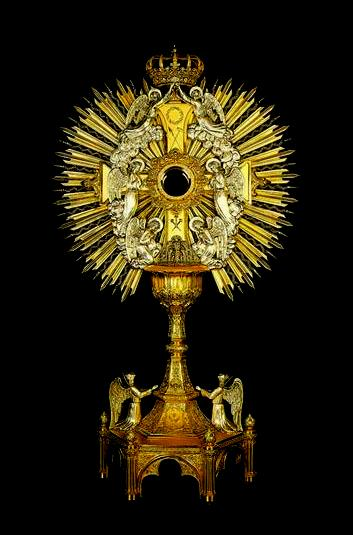
Een monstrans: O res mirabilis!

Panis angelicus (Nederlands: Brood van de engelen) is de - vaak zelfstandig gezongen - voorlaatste strofe van de hymne Sacris solemniis, die in 1264, ter gelegenheid van de invoering van Sacramentsdag op last van paus Urbanus IV, werd geschreven door Thomas van Aquino voor de Metten van deze feestdag. Andere gezangen voor het proprium van Sacramentsdag zijn: Lauda Sion, Pange lingua, Adoro te devote en Verbum supernum prodiens.
De hymne is veelvuldig op muziek gezet en wordt onder andere ook vaak ten gehore gebracht tijdens de eucharistische aanbidding. 
Veruit de bekendste compositie van Panis angelicus is van César Franck uit 1872, voor tenor, orgel, harp en cello. Vaak bedoelt men zelfs enkel deze compositie, wanneer men de titel noemt. De versie van César Franck werd een evergreen, die op het repertoire stond van Luciano Pavarotti, Plácido Domingo, Andrea Bocelli en Roberto Alagna. Franck heeft overigens alleen de eerste strofe van de (originele) Latijnse tekst getoonzet.

## Tekst
| Latijn | Nederlandse vertaling |
| --- | --- |
| Panis angelicus fit panis hominum; Dat panis cælicus figuris terminum: O res mirabilis! manducat Dominum pauper, servus et humilis. Te trina Deitas unaque poscimus: Sic nos tu visita, sicut te colimus; Per tuas semitas duc nos quo tendimus, Ad lucem quam inhabitas. Amen. | Brood van de engelen wordt het brood van mensen; Het brood van de hemel geeft voltooiing aan de voortekenen: O, groot wonder! dienaren, arm en nederig nuttigen hun Heer. U, God, drievuldig en één zie, wij bidden U: Kom ons zo bezoeken, zoals wij U vereren, leid ons langs Uw weg waarheen wij willen gaan, naar het licht dat Uw woning is. Amen. |